# Il Giornale della Musica
Il giornale della musica è un sito italiano di informazione e critica musicale, pubblicato dalla casa editrice torinese EDT. Fondato nel 1985 come rivista cartacea mensile di musica classica, nel 2008 ha aperto alla musica jazz, pop e alla world music, incorporando il bimestrale World Music Magazine. Dal 2015 ha cessato la pubblicazione in edicola per passare unicamente sul web. 

## Storia della rivista

### 1985-2008: Un quotidiano al mese
Il primo numero de Il giornale della musica esce a Torino il 7 dicembre 1985, pubblicato dalla EDT & Allemandi & C., casa editrice nata dalla collaborazione tra le case editrici EDT (Edizioni di Torino, specializzata in libri di musica) e Allemandi (specializzata in libri d’arte, che pubblicava Il giornale dell’arte), con direttore Enzo Peruccio. La redazione è formata da Susanna Franchi (oggi caporedattrice) e Daniele Martino (in seguito condirettore, fino al 2015). Poco dopo, la testata passa interamente sotto il controllo di EDT, che la pubblica ancora oggi.
Stampato in origine in formato tabloid – “Un quotidiano al mese” è lo slogan scelto al momento del lancio – Il giornale della musica si propone di fare informazione musicale sul mondo della musica classica, con inchieste sulle politiche culturali, interviste, recensioni di libri e dischi, un cartellone dedicato agli appuntamenti mensili dai teatri di tutto il mondo, le novità discografiche, i corsi, i concorsi, le audizioni per trovare lavoro e una pagina dedicata alla danza. Fra i collaboratori di questi anni figurano le firme di Lorenzo Bianconi, Enzo Restagno, Guido Davico Bonino, Piero Rattalino, Cesare Dapino, Sergio Sablich, Eduardo Rescigno.
Dal 2000, fra le prime in Italia, si apre sul sito www.giornaledellamusica.it la sezione delle recensioni online dedicata agli eventi dal vivo, pubblicate la mattina successiva all’evento.
Nel dicembre 2004 viene realizzata la prima edizione del Concorso Internazionale di Composizione “Il giornale della musica”. In giuria figurano Louis Andriessen, Zygmunt Krauze, Steve Martland, Luca Francesconi e Heiner Goebbels. Il vincitore è Christian Cassinelli con il brano Rosario per orchestra, eseguito in prima assoluta il 13 gennaio 2005 a Torino dall’Orchestra Sinfonica Nazionale della Rai diretta da Roberto Abbado.

### 2008-2015: il giornale di tutte le musiche
Nel 2008 la rivista viene rilanciata con foliazione aumentata e nuove sezioni dedicate, oltre che alla classica, al jazz (curato da Stefano Zenni), al pop (Alberto Campo) e alla world music (Marcello Lorrai). In redazione ci sono Daniele Bergesio, Susanna Franchi, Isabella Maria e Jacopo Tomatis.
Nel giugno 2014 viene abbandonato il formato tabloid, e Il giornale della musica diviene un magazine a colori formato A4. La pubblicazione cessa nel febbraio 2015.

### 2015-oggi: il sito web di tutte le musiche
Dal febbraio 2015 Il giornale della musica passa unicamente online, mantenendo l’impostazione per generi (classica, jazz, pop e world). La caporedattrice è Susanna Franchi, responsabile dell’area classica; Jacopo Tomatis si occupa invece di jazz, pop e world. Fra i collaboratori Enrico Bettinello, Ennio Bruno, Alberto Campo, Mauro Mariani, Stefano Nardelli, Alessandro Rigolli.
Nel 2020 si aggiudica la Targa Mei Musicletter, premio nazionale per il giornalismo musicale sul web, come Miglior sito web dell'anno.
Nel 2024 il podcast di Paolo Scarnecchia dedicato alla musica antica, ospitato sul sito del giornale, si aggiudica il Premio “Media Piece of the Year” nella sezione “Audience Engagement” dei REMA Awards, organizzati dalla European Early Music Network (REMA – Réseau Européen de Musique Ancienne). Della giuria facevano parte Anna Danilevskaia (Sollazzo Ensemble), Karin Cuéllar Rendón (Early Music America), Mara Winter (Phaedrus / The Fine Hand), Federico Rinaldi (European Concerts Hall Organisation). Nei 62 podcast, pubblicati nel corso dell’anno solare, Scarnecchia ha incontrato musicisti, svelato il dietro le quinte di concerti, recensito libri e dischi di musica antica.